# Acton (pays de Galles)
Pour les articles homonymes, voir Acton.
Acton (en anglais) ou Gwaunyterfyn (en gallois) est une communauté du borough de comté de Wrexham, au pays de Galles.

## Géographie
Acton est une banlieue de Wrexham qui s'étend au nord-est du centre-ville. La communauté d'Acton comprend aussi les quartiers de Borras Park (en), Little Acton, Maesydre et Rhosnesni (en).

## Démographie
Au recensement de 2011, la communauté d'Acton comptait 13 479 habitants.